# Елл Арміт
Елл Арміт (англ. Elle Armit, 20 серпня 1991) — австралійська ватерполістка.
Бронзова медалістка Чемпіонату світу з водних видів спорту 2019 і переможниця літньої Універсіади 2015.
Учасниця літніх Олімпійських ігор 2020, де у чвертьфіналі її збірна поступилася Росії 8-9 і не змогла поборотися за медалі.